# Leuba (Weida)
Die Leuba ist ein etwa 15 Kilometer langes Fließgewässer im ostthüringischen Landkreis Greiz und ein rechter und südlicher Zufluss der Weida. Das Thüringer Wassergesetz klassifiziert sie als Gewässer II. Ordnung.

## Name
Der Name leitet sich vom altsorbischen *L'uben oder *L'ubĕn mit der Bedeutung „Gewässer/Ort einer Person namens L'uben/L'ubĕn“ ab.

## Geographie

### Verlauf
Die Leuba entspringt auf etwa 440 m ü. NHN im Pöllwitzer Wald und durchfließt kurz nach der Quelle den Oberen und den Unteren Leubateich, zusammen auch Fließteiche genannt.
Im weiteren Verlauf durchfließt sie die Dörfer Naitschau und Langenwetzendorf sowie die Leubatalsperre bei Hohenleuben. Schließlich mündet sie nach 15,3 km langem Lauf mit mittlerem Sohlgefälle von rund 12 ‰ beim Weiler Loitsch der Stadt Weida von rechts und auf etwa 260 m ü. NHN in die Weida.
Die Kleinstadt Hohenleuben hat ihren Namen von der im Osten nah vorbeifließenden (heute dort in der Leubatalsperre gestauten) Leuba. 

### Zuflüsse und Seen
Liste einer Auswahl der direkten Zuflüsse und Seen, vom Ursprung zur Mündung.
- (Anderer Oberlauf), von links und Westsüdwesten
- Durchfließt den Oberen und Unteren Leubateich (Fließteiche)  eben noch im Pöllwitzer Wald
- (Bach aus Richtung Göttendorf), von links und Südwesten am Ortsanfang von Langenwetzendorf
- (Bach parallel Greizer Straße), von rechts und Osten
- Durchfließt den Parkteich in Langenwetzendorf
- Hirschbach, von links und Südwesten im unteren Langenwetzendorf
- (Bach vom Walteich durch das Hegeholz), von links und Südwesten kurz vor dem Talsperrenstau
- Durchfließt die Leubatalsperre
- (Bach vom Freibad Hohenleuben), von links und Südwesten in die Talsperre
- (Bach vom Ostrand von  Hohenleuben), von links und Südwesten in die Talsperre
- Lunzigbach oder Kühbach, von rechts und Osten in die Talsperre
- (Bach aus dem Ölsengrund), von rechts und Nordosten unterhalb der Staumauer der Talsperre und vor der Talquerung der L 1083
- (Bach vom Weinberg), von links und Südwesten

## Wasserwirtschaftliche Nutzung
In Langenwetzendorf durch- und umfließt sie den heutigen „Parkteich“, welcher von der Weberei Friedrich Arnold angelegt wurde.
Am Lauf der Leuba befanden sich in früherer Zeit mehrere Mühlen (siehe Langenwetzendorf#Geschichte).